# Washingtonville (Pensilvania)
Washingtonville es un borough ubicado en el condado de Montour, Pensilvania, Estados Unidos. Tiene una población estimada, a mediados de 2021, de 202 habitantes.

## Geografía
La localidad está ubicada en las coordenadas 41°3′8″N 76°40′30″O / 41.05222, -76.67500 (41.052294, -76.674914). Según la Oficina del Censo, tiene un área total de 0.14 km², correspondientes en su totalidad a tierra firme.

## Localidades cercanas
El siguiente diagrama muestra a las localidades en un radio de 12 km alrededor de Washingtonville.

## Demografía

### Censo de 2020
Según el censo de 2020, en ese momento la localidad tenía una población de 202 habitantes. La densidad de población era de 1442.86 hab./km². El 94.55% de los habitantes eran blancos, el 0.50% era afroamericano y el 4.95% eran de una mezcla de razas. Del total de la población, el 0.50% era hispano o latino.

### Censo de 2000
Según la Oficina del Censo, en 2000 los ingresos medios de los hogar de la localidad eran de $35,2780 y los ingresos medios de las familias eran de $38,393. Los hombres tenían ingresos medios por $37,292 frente a los $17,500 que percibían las mujeres. Los ingresos per cápita para la localidad eran de $21,206. Alrededor del 19.6% de la población estaba por debajo del umbral de pobreza.